# رایان فرانکلین
رایان فرانکلین (انگلیسی: Ryan Franklin؛ زادهٔ ۵ مارس ۱۹۷۳) بازیکن بیس‌بال اهل ایالات متحده آمریکا بود.
از باشگاه‌هایی که در آن بازی کرده‌است می‌توان به سنت لوئیس کاردینالز اشاره کرد.
وی در مسابقات کشوری و بین‌المللی در مجموع برندهٔ ۱ مدال طلا شده‌است.